# Lista över Nordens praktfjärilar

## Familjenpraktfjärilar

### Underfamiljpärlemorfjärilar
Silverstreckad pärlemorfjäril	(Argynnis paphia) Commons:Argynnis paphia
Ängspärlemorfjäril	(Argynnis aglaja) Commons:Argynnis aglaja
Skogspärlemorfjäril	(Argynnis adippe) Commons:Argynnis adippe
Hedpärlemorfjäril	(Argynnis niobe) Commons:Argynnis niobe
Skuggpärlemorfjäril	(Argynnis laodice) Commons:Argynnis laodice
Storfläckig pärlemorfjäril	(Issoria lathonia) Commons:Issoria lathonia
Älggräspärlemorfjäril	(Brenthis ino) Commons:Brenthis ino
Svartringlad pärlemorfjäril	(Boloria eunomia) Commons:Boloria eunomia
Prydlig pärlemorfjäril	(Boloria euphrosyne) Commons:Boloria euphrosyne
Lundpärlemorfjäril	(Boloria titania) Commons:Boloria titania
Violett pärlemorfjäril	(Boloria dia) Commons:Boloria dia
Brunfläckig pärlemorfjäril	(Boloria selene) Commons:Boloria selene
Arktisk pärlemorfjäril 	(Boloria chariclea) Commons:Boloria chariclea
Frejas pärlemorfjäril	(Boloria freija) Commons:Boloria freija
Högnordisk pärlemorfjäril	(Boloria polaris) Commons:Boloria polaris
Bäckpärlemorfjäril	(Boloria thore) Commons:Boloria thore
Friggas pärlemorfjäril	(Boloria frigga) Commons:Boloria frigga
Dvärgpärlemorfjäril	(Boloria improba) Commons:Boloria improba
Fjällpärlemorfjäril	(Boloria napaea) Commons:Boloria napaea
Myrpärlemorfjäril	(Boloria aquilonaris) Commons:Boloria aquilonaris

### Underfamiljvinterpraktfjärilar
Amiralfjäril	(Vanessa atalanta) Commons:Vanessa atalanta
Tistelfjäril	(Vanessa cardui) Commons:Vanessa cardui
Påfågelöga	(Inachis io) Commons:Inachis io
Nässelfjäril	(Aglais urticae) Commons:Aglais urticae
Vinbärsfuks	(Polygonia c-album) Commons:Polygonia c-album
Kartfjäril	(Araschnia levana) Commons:Araschnia levana
Sorgmantel	(Nymphalis antiopa) Commons:Nymphalis antiopa
Körsbärsfuks	(Nymphalis polychloros) Commons:Nymphalis polychloros
Videfuks	(Nymphalis xanthomelas) Commons:Nymphalis xanthomelas
Aspfuks	(Nymphalis vaualbum) Commons:Nymphalis vaualbum

### Underfamiljnätfjärilar
Lappnätfjäril	(Euphydryas iduna) Commons:Euphydryas iduna
Asknätfjäril	(Euphydryas maturna) Commons:Euphydryas maturna
Väddnätfjäril	(Euphydryas aurinia) Commons:Euphydryas aurinia
Ängsnätfjäril	(Melitaea cinxia) Commons:Melitaea cinxia
Sotnätfjäril	(Melitaea diamina) Commons:Melitaea diamina
Veronikanätfjäril	(Melitaea britomartis) Commons:Melitaea britomartis
Skogsnätfjäril	(Melitaea athalia) Commons:Melitaea athalia

### Underfamiljkronseglare
Aspfjäril	(Limenitis populi) Commons:Limenitis populi
Tryfjäril	(Limenitis camilla) Commons:Limenitis camilla

### Underfamiljskimmerfjärilar
Sälgskimmerfjäril	(Apatura iris) Commons:Apatura iris
Aspskimmerfjäril	(Apatura ilia) Commons:Apatura ilia

### Underfamiljgräsfjärilar
Kvickgräsfjäril	(Pararge aegeria) Commons:Pararge aegeria
Svingelgräsfjäril	(Lasiommata megera) Commons:Lasiommata megera
Berggräsfjäril	(Lasiommata petropolitana) Commons:Lasiommata petropolitana
Vitgräsfjäril	(Lasiommata maera) Commons:Lasiommata maera
Dårgräsfjäril	(Lopinga achine) Commons:Lopinga achine
Starrgräsfjäril	(Coenonympha tullia) Commons:Coenonympha tullia
Pärlgräsfjäril	(Coenonympha arcania) Commons:Coenonympha arcania
Darrgräsfjäril	(Coenonympha glycerion) Commons:Coenonympha glycerion
Brun gräsfjäril	(Coenonympha hero) Commons:Coenonympha hero
Kamgräsfjäril	(Coenonympha pamphilus) Commons:Coenonympha pamphilus
Luktgräsfjäril	(Aphantopus hyperantus) Commons:Aphantopus hyperantus
Slåttergräsfjäril	(Maniola jurtina) Commons:Maniola jurtina
Hedgräsfjäril	(Maniola lycaon) Commons:Maniola lycaon
Buskgräsfjäril	(Maniola tithonus) Commons:Maniola tithonus
Skogsgräsfjäril	(Erebia ligea) Commons:Erebia ligea
Gulringad gräsfjäril	(Erebia embla) Commons:Erebia embla
Disas gräsfjäril 	(Erebia disa) Commons:Erebia disa
Högnordisk gräsfjäril	(Erebia polaris) Commons:Erebia polaris
Fjällgräsfjäril	(Erebia pandrose) Commons:Erebia pandrose
Schackbräde	(Melanargia galathea) Commons:Melanargia galathea
Mindre bandgräsfjäril	(Hipparchia alcyone) Commons:Hipparchia alcyone
Sandgräsfjäril	(Hipparchia semele) Commons:Hipparchia semele
Vitbandad gräsfjäril	(Hipparchia briseis) Commons:Hipparchia briseis
Myrgräsfjäril	(Oeneis norna) Commons:Oeneis norna
Tundragräsfjäril	(Oeneis bore) Commons:Oeneis bore
Tallgräsfjäril	(Oeneis jutta) Commons:Oeneis jutta

### Underfamiljmjölkväxtfjärilar
Monark	(Danaus plexippus) Commons:Danaus plexippus